# Wells Fargo Championship
Le Wells Fargo Open est un tournoi de golf professionnel masculin du PGA Tour. Disputé pour la première fois en 2003 sous le nom de Wachovia Championship, il devient en 2009 le Quail Hollow Championship, du nom du parcours qui accueille le tournoi. En 2011, il prend son nom actuel.

## Palmarès
- Record de l'épreuve

| Année                     | Vainqueur                              | Nationalité                            | Score                                  |
| Wachovia Championship     | Wachovia Championship                  | Wachovia Championship                  | Wachovia Championship                  |
| ------------------------- | -------------------------------------- | -------------------------------------- | -------------------------------------- |
| 2003                      | David Toms                             | États-Unis                             | 278 (−10)                              |
| 2004                      | Joey Sindelar                          | États-Unis                             | 277 (−11)                              |
| 2005                      | Vijay Singh                            | Fidji                                  | 276 (−12)                              |
| 2006                      | Jim Furyk                              | États-Unis                             | 276 (−12)                              |
| 2007                      | Tiger Woods                            | États-Unis                             | 275 (−13)                              |
| 2008                      | Anthony Kim                            | États-Unis                             | 272 (−16)                              |
| Quail Hollow Championship |                                        |                                        |                                        |
| 2009                      | Sean O'Hair                            | États-Unis                             | 277 (−11)                              |
| 2010                      | Rory McIlroy                           | Irlande du Nord                        | 273 (−15)                              |
| Wells Fargo Championship  |                                        |                                        |                                        |
| 2011                      | Lucas Glover                           | États-Unis                             | 273 (−15)                              |
| 2012                      | Rickie Fowler                          | États-Unis                             | 274 (−14)                              |
| 2013                      | Derek Ernst                            | États-Unis                             | 280 (−8)                               |
| 2014                      | J. B. Holmes                           | États-Unis                             | 274 (−14)                              |
| 2015                      | Rory McIlroy (2)                       | Irlande du Nord                        | 267 (−21)                              |
| 2016                      | James Hahn                             | États-Unis                             | 279 (−9)                               |
| 2017                      | Brian Harman                           | États-Unis                             | 278 (−10)                              |
| 2018                      | Jason Day                              | Australie                              | 272 (−12)                              |
| 2019                      | Max Homa                               | États-Unis                             | 269 (−15)                              |
| 2020                      | Édition annulée (Pandémie de Covid-19) | Édition annulée (Pandémie de Covid-19) | Édition annulée (Pandémie de Covid-19) |
| 2021                      | Rory McIlroy (3)                       | Irlande du Nord                        | 274 (−10)                              |
| 2022                      | Max Homa (2)                           | États-Unis                             | 272 (−8)                               |
| 2023                      | Wyndham Clark                          | États-Unis                             | 265 (−19)                              |
| 2024                      | Rory McIlroy (4)                       | Irlande du Nord                        | 267 (−17)                              |
| 2025                      | Sepp Straka                            | Autriche                               | 264 (−16)                              |

## Vainqueurs multiples
| Titres | Nom          | Nationalité     | Années                 |
| ------ | ------------ | --------------- | ---------------------- |
| 4      | Rory McIlroy | Irlande du Nord | 2010, 2015, 2021, 2024 |